# Arthur Wesley Dow
Arthur Wesley Dow (6. dubna 1857 Ipswich – 13. prosince 1922 New York) byl americký malíř, grafik, fotograf a vlivný pedagog umění.

## Život a kariéra
V mladém věku odjel do Paříže kde se věnoval uměleckému vzdělání, studoval na Julianově akademii pod dozorem akademických umělců Gustava Boulangera a Julese Josepha Lefebvreho. Přijímal objednávky na plakáty a jiné komerční práce. V roce 1895 navrhl plakát k propagaci časopisu Journal of Modern Art a v roce 1896 navrhl plakát pro výstavu japonských tisků.
Po svém návratu do Spojených států Dow učil na třech hlavních amerických vzdělávacích institucích, v období 1896–1903 začínal na Pratt Institute. V letech 1898–1903 učil na New York Art Students League. V roce 1900 Dow založil a působil jako ředitel na letních seminářích Ipswich Summer School of Art v Ipswich v Massachusetts. Od roku 1904 do roku 1922 byl profesorem výtvarného umění na Columbia University Teachers College.
V roce 1907 Arthur Wesley Dow jako předseda katedry umění na Kolumbijské univerzitě požádal fotografa Clarence Hudsona Whitea, aby se na částečný úvazek stal asistentem v oboru umělecké fotografie na Teachers College, která byla součástí Kolumbijské univerzity.

## Galerie

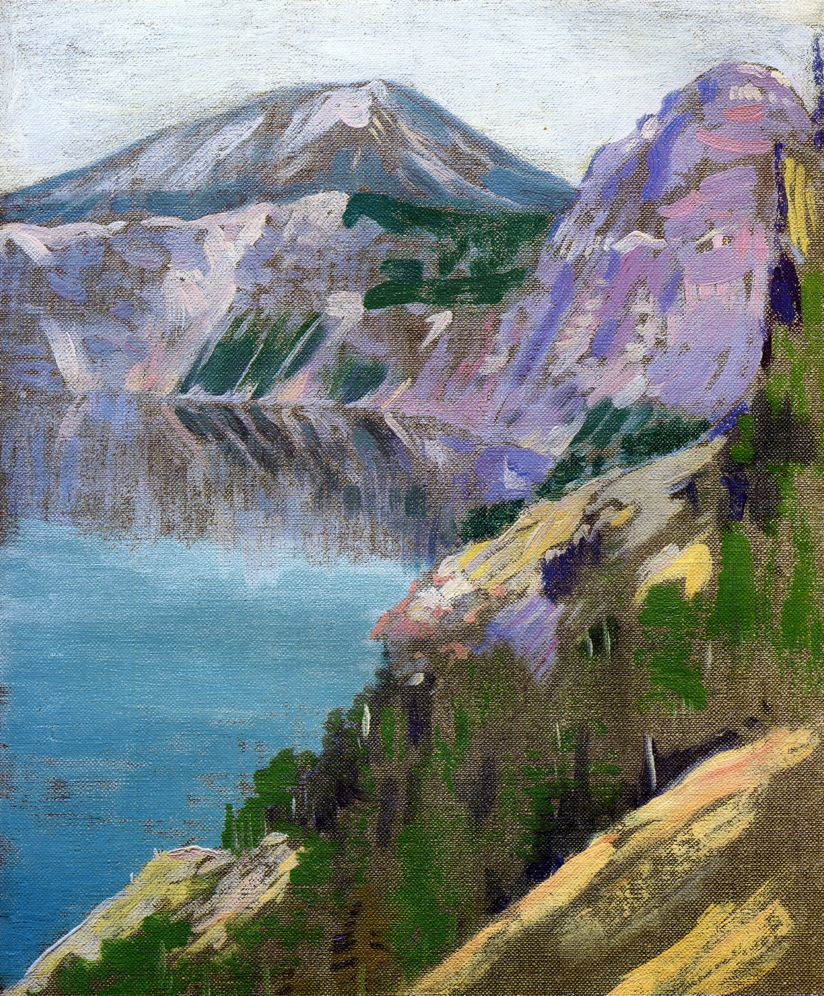
Kráterové jezero, olej na plátně, 1919
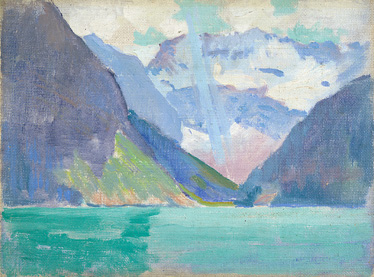
Arthur Wesley Dow: Pohled na jezero Louise, Alberta, Kanada, 1919
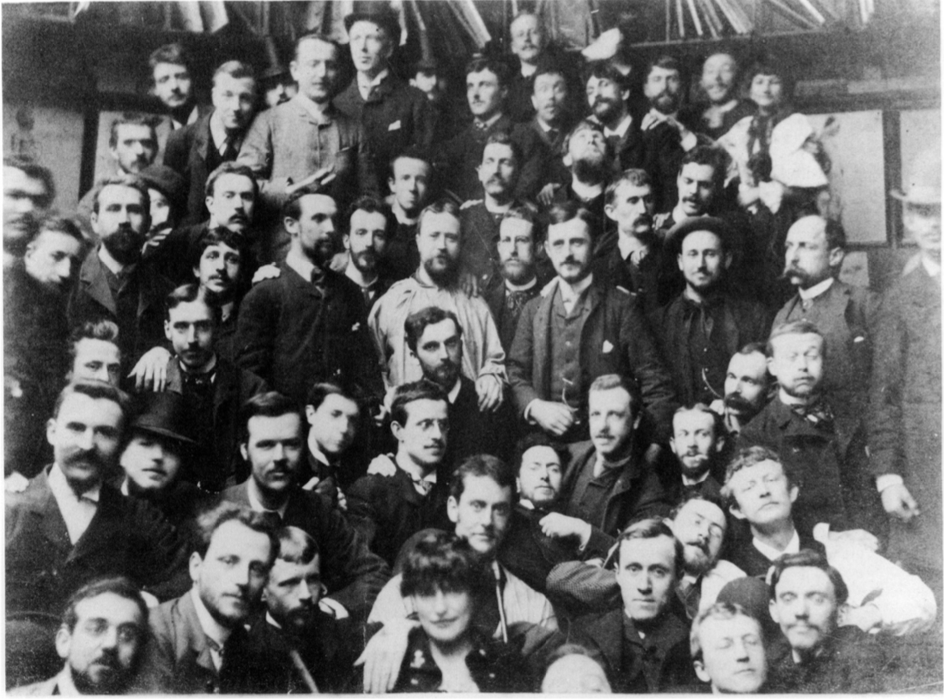
Skupinový portrét studentů Académie Julian, Francie, 1886. (Dow je zobrazen uprostřed)